# Henryk Szafrański (generał)
Henryk Szafrański (ur. 21 sierpnia 1932 w Myśliwcu, zm. 9 sierpnia 2020) – generał brygady WP.
W 1951 roku został kowalem-ślusarzem w Toruniu. Do 1953 roku był w Oficerskiej Szkole Politycznej w Łodzi. Zastępca dowódcy kompanii piechoty ds. politycznych w 32 Pułku Zmechanizowanym w Kołobrzegu w stopniu podporucznika 1953–1957, następnie dowódca plutonu czołgów, a latach 1962–1966 plutonu i kompanii szkolnej w Elblągu.
1966–1969 studiował w Akademii Sztabu Generalnego WP w Warszawie, po czym został szefem sztabu – zastępcą dowódcy 49 Pułku Zmechanizowanego w Wałczu, a 1971 roku dowódcą tego pułku. Od 1974 roku szef sztabu – zastępca dowódcy 7 Dywizji Desantowej w Gdańsku, 1975–1977 studiował w Akademii Sztabu Generalnego Sił Zbrojnych ZSRR im. K. Woroszyłowa w Moskwie, od 1978 roku dowódca 7 Łużyckiej Dywizji Desantowej i dowódca garnizonu Gdańsk. Jesienią 1983 roku mianowany generałem brygady; nominację wręczył mu w Belwederze przewodniczący Rady Państwa PRL prof. Henryk Jabłoński w obecności I sekretarza KC PZPR gen. armii Wojciecha Jaruzelskiego i marszałka Polski Michała Żymierskiego. W latach 1986–1991 szef Wojewódzkiego Sztabu Wojskowego we Włocławku, następnie przeniesiony w stan spoczynku.
Zmarł 9 sierpnia 2020, został pochowany 4 dni później na cmentarzu Łostowickim w Gdańsku.

## Odznaczenia
- Krzyż Kawalerski Orderu Odrodzenia Polski (1978)
- Złoty Medal „Siły Zbrojne w Służbie Ojczyzny” (1973)
- Złoty Medal „Za zasługi dla obronności kraju” (1979)
- Złota Odznaka „Za zasługi w ochronie porządku publicznego”
- Złota Odznaka „Za zasługi w zwalczaniu powodzi”
- Złoty Medal „Za Zasługi dla Pożarnictwa”
- Krzyż „Za Zasługi dla ZHP”
- Order „Znak Honoru” (ZSRR, 1973)[2]

I ok. 20 innych odznaczeń polskich i zagranicznych.